# Олександрівська чоловіча гімназія (Миколаїв)

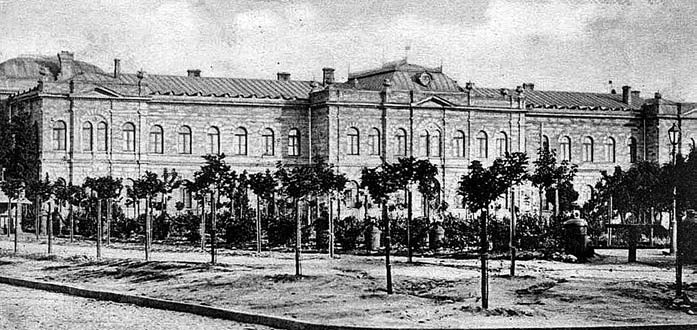
Олександрівська чоловіча гімназія (Миколаїв) 1914 рік

Олександрівська чоловіча гімназія (Миколаїв) — перший громадянський середній навчальний заклад у м. Миколаєві. Миколаївська реальна чоловіча гімназія відкрита 14 листопада 1862 у складі двох перших класів. Ініціатором відкриття гімназії став Миколаївський військовий губернатор Б. О. фон Глазенап, який передбачав у перспективі перетворити цю гімназію в політехнічний інститут. Віддаючись ідеї свого проекту, адмірал Глазенап доклав багато зусиль, аби відкрита в Миколаєві чоловіча гімназія отримала б таку програму, яка давала б серйозну підготовку для слухання лекцій в проектованому політехнікумі. Для того щоб забезпечити за цією гімназією можливість перетворення її в політехнікум, адмірал виклопотав для неї субсидію морського відомства в 20630 руб. Такими великими коштами, за відомостями колишнього тоді голови навчального округу, не могла похвалитися жодна з гімназій.

## Минуле гімназії
Гімназії було передано у власність усе майно скасованої Чорноморської штурманської роти: церковне приладдя, бібліотека, кабінети (фізичний, метеорологічний і нумізматичний, хімічна лабораторія), приладдя для гімнастики і всі меблі. У цю ж гімназію були переведені всі учні штурманської роти. Перетворення штурманської роти в гімназію адмірал Глазенап зробив без жодних труднощів. Справу перетворення (у майбутньому) цієї гімназії в політехнічний інститут адмірал підготовляв, як справу складну і важку. Проект створення політехнічного інституту згодом був відхилений урядом.

## Гімназія у 1866—1879 рр
До 1866 року відкрилися усі 7 класів гімназії. У 1872 р. її перетворили в класичну гімназію, а згодом був відкритий восьмий клас, при цьому частина учнів гімназії була переведена в Миколаївське реальне училище, відкрите у 1873 році.
На згадку про відвідування гімназії імператором Олександром III, в 1874 р. найвищим дозволом їй присвоєно найменування Олександрівської.
Гімназія перебувала в управлінні Міністерства народної освіти і безпосередньо підпорядковувалась голові Одеського навчального округу.

## Перший директор
Першим директором Миколаївської чоловічої гімназії був О. Ф. Смирнов, який керував навчальним закладом з дня його заснування і до своєї смерті в лютому 1874 року.
На початку XX ст. директором гімназії був громадянський радник Капітон Львович Добрицький (на службі у відомстві Міністерства народної освіти з 1879 р., за службу нагороджений орденами св. Володимира і Анни, медаллю за пам'ять правління імператора Олександра ІІІ).

## Діяльність гімназії
У звіті про діяльність гімназії за 1910 р. відзначалося, що вона розміщується в кам'яному триповерховому будинку, при будівлі є двір для ігор учнів. Обладнано два спеціалізованих кабінети: фізичний та природничих наук. При гімназії діяла фундаментальна і учнівська бібліотека, в якій були книги 6404 найменувань в кількості 19368 томів. Гімназія освітлювалась електрикою і мала систему внутрішнього опалення, яка була створена після пожежі, що трапилася в гімназії.

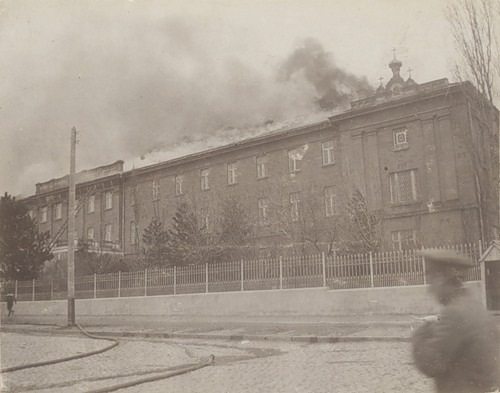
Пожежа в Олександрівській чоловічій гімназії

При гімназії діяла церква Покрову Богородиці, в якій відбувалися щоденні богослужіння для учнів. Керівництво суворо стежило за відвідуванням служб гімназистами.
Для заняття учнів веслуванням і вітрильним спортом гімназія мала два човни, які перебували в Яхт-клубі.
При гімназії діяв хор учнів, який супроводжував церковні служби, урочисті акти і проводив благодійні виступи.
Батьківський комітет організовував сніданки для гімназистів, для чого було відведено спеціальне приміщення під їдальню.

## Випускники
Учні чоловічої гімназії найчастіше ставали вченими, політиками, академіками, творчою інтелігенцією.
Наприклад, знаменитий пейзажист Іван Похитонов, випускник 1872 року.

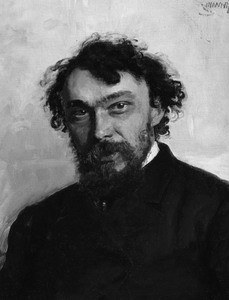
Іван Похітанов, випускник Олександрівської чоловічої гімназіі.

Знаменитий болгарський революціонер Георгій Кірков — випускник 1886 року.
Академік Образцов в 1892 році закінчив гімназію із золотою медаллю.
Також Олександрівську чоловічу гімназію закінчив видатний революціонер Лев Троцький(Бронштейн), який був одним с організаторів Жовтневої революції 1917 року. Саме в Олександрівській чоловічій гімназії у місті Миколаєві Лев Троцький став революціонером.

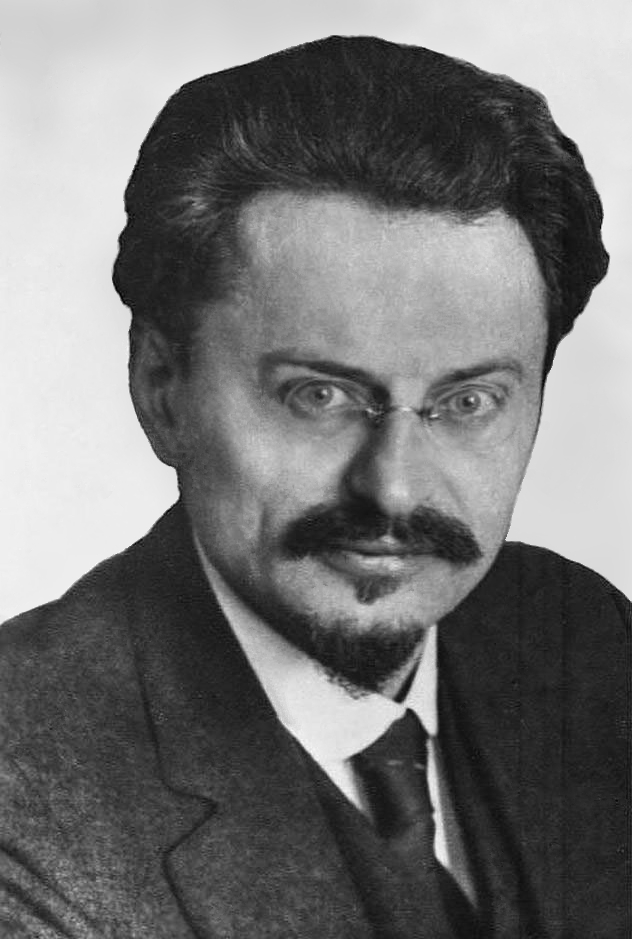
Лев Троцький

## Статистика гімназії
Число учнів становило:
| в 1908 р. | 401 чоловік |
| в 1909 р. | 375 чоловік |
| в 1910 р. | 410 чоловік |
| в 1911 р. | 391 чоловік |

Розподіл учнів за віросповіданням в 1911 р.:
| православних                 | 321 (82,09 %) |
| римо-католиків               | 16 (4,09 %)   |
| інших християнських конфесій | 13 (3,32 %)   |
| юдеїв                        | 41 (10,48 %)  |

Розподіл учнів по верстам в 1911 р .:
| спадкових дворян              | 23 (5,8 %)    |
| особистих дворян і чиновників | 74 (18,9 %)   |
| з духовного звання            | 26 (6,64 %)   |
| купці                         | 64 (16,36 %)  |
| міщани                        | 136 (34,78 %) |
| селяни                        | 56 (14,32 %)  |
| іноземці                      | 12 (3,06 %)   |

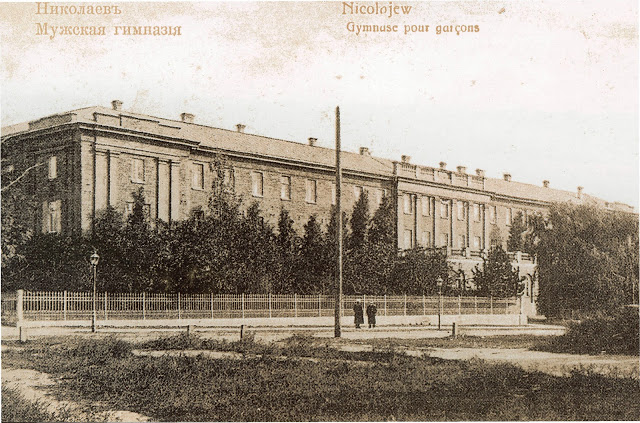
Олександрівська чоловіча гімназія (Миколаїв) з листівки початку 20 ст.

Плата за навчання одного учня складала 60 руб. на рік, витрати на навчання одного учня становили 117 руб. 70 коп. на рік.
Гімназія функціонувала 58 років, до 1920 року, коли була ліквідована під час реформи радянських шкільних установ.